# Назарово (муниципальный округ Егорьевск)
Назарово — деревня в муниципальном округе Егорьевск Московской области России .

## География
Деревня Назарово расположена в северо-западной части муниципального округа Егорьевск, примерно в 5 киломтерах к востоку от города Егорьевск. По восточной окраине деревни протекает река Рудинка. Высота над уровнем моря 134 метров.

## История
До отмены крепостного права жители деревни относились к разряду государственных крестьян.
После 1861 года деревня вошла в состав Нечаевской волости Егорьевского уезда. Приход находился в городе Егорьевске.
В 1926 году деревня входила в Заболотьевский сельсовет Егорьевской волости Егорьевского уезда.
До 1994 года Назарово входило в состав Клеменовского сельсовета Егорьевского района, а в 1994—2006 годы — Клеменовского сельского округа.
До 2015 года Назарово входило в состав городского поселения Егорьевск.

## Демография
В 1885 году в деревне проживало 252 человека, в 1905 году — 332 человека (160 мужчин, 172 женщины), в 1926 году — 281 человек (112 мужчин, 169 женщин). По переписи 2002 года — 62 человека (32 мужчины, 30 женщин). Население — 52 человек (2010).
| 1859 | 1868 | 1885 | 1905 | 1926 | 2002 | 2006 |
| ---- | ---- | ---- | ---- | ---- | ---- | ---- |
| 164  | ↗188 | ↗252 | ↗332 | ↘281 | ↘62  | ↗92  |
| 2010 |      |      |      |      |      |      |
| ↘52  |      |      |      |      |      |      |